# Hoffellsjökull
Pour le glacier situé non loin de Skaftafell, voir Svínafellsjökull.
Le Hoffellsjökull est un glacier d'Islande constituant une langue glaciaire du Vatnajökull. Sa partie terminale occidentale est appelée Svínafellsjökull. Il est accessible par une piste praticable par les véhicules tout-terrain non loin de Höfn.